# آندژی پیشچاتوفسکی
آندژی پیشچاتوفسکی (لهستانی: Andrzej Piszczatowski؛ زادهٔ ۲۲ اکتبر ۱۹۴۵–۱۸ آوریل ۲۰۱۱) بازیگر و کارگردان نمایش اهل لهستان بود.
از فیلم‌ها یا مجموعه‌های تلویزیونی که وی در آن‌ها نقش داشته‌است، می‌توان به سرنوشت‌های لهستانی، خیابان فرعی ۴، رانندگان جایگزین، ماری کوری، طایفه، سال‌های شیرین، خانه کشیش، در خیابان سپولنی، عشق اول، در خوشی و سختی، دو روی سکه، ع چون عشق، پرستار کودک، چشم‌انداز بعد از نبرد و پژکوادانیتس اشاره نمود.